# 新汶街道
新汶，是中国山东省新泰市下属的一个街道级行政区，其办事处与山东新汶集团公司一个机构，两块牌子。新汶总面积42.1平方公里，人口11.2万。大汶河上游支流柴汶河横贯新汶东西。
1983年3月30日，新汶市与新泰县合并。建立新汶街道办事处。